# Lasioglossum
Genre
Lasioglossum est un genre d'insectes hyménoptères (abeilles) de la famille des Halictidae. Il s'agit de petites abeilles solitaires et eusociales proche des Halictus et à la morphologie monotone, présentes sur l'ensemble de la planète à l'exception de l'Amérique du Sud.

## Description

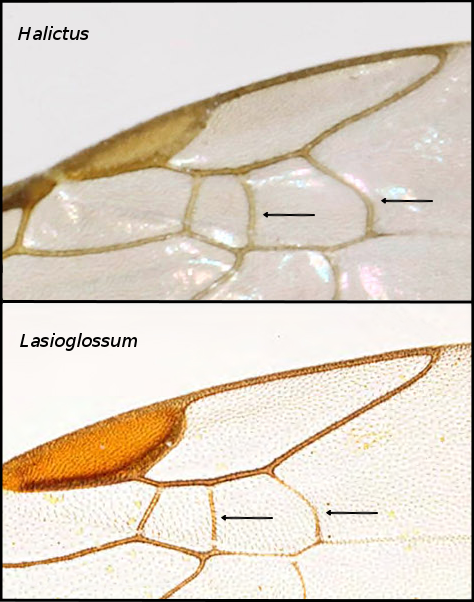
Différence principale entre les genres Halictus et Lasioglossum : les nervures distales des ailes avant des femelles sont épaisses chez Halictus et effacées chez Lasioglossum.

Les espèces de Lasioglossum sont très variables en termes de taille, de coloration et de morphologies. Les abeilles sont de taille petite à moyenne et leur corps mesure entre 3,5 et 12 mm. Les espèces européennes ont généralement un corps noir ou brun noirâtre, quand les espèces nord-américaines peuvent arborer des reflets métalliques vert, bleu ou bronze. Généralement, l'abdomen des mâles, plus fin que celui des femelles, est coloré de rouge et ces dernières ont un peigne à pollen sur les pattes arrière.
Lasioglossum est physiologiquement proche du genre Halictus dans lequel il a longtemps été inclus. Comme les Halictus, il est orné de trois cellules cubitales dans l'aile antérieure et les femelles portent un sillon longitudinal glabre bordé de poils à l'extrémité de l'abdomen. Leur différence principale réside dans la nervation alaire des ailes des femelles mais également dans les genitalia des mâles et les poils abdominaux, présents aux extrémités des tergites et pâles chez Halictus, à la base des segments chez Lasioglosssum.

Le genre Lasioglossum
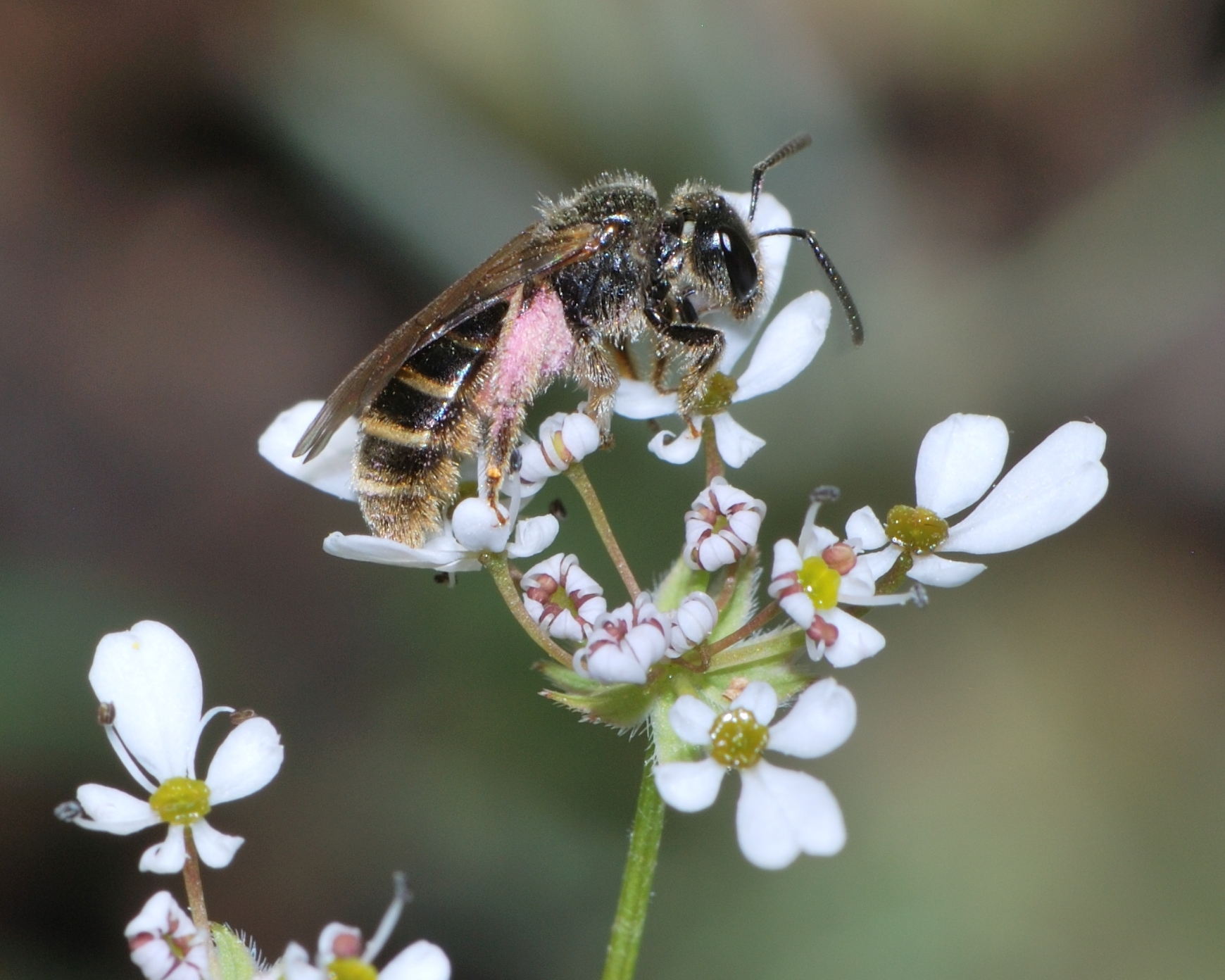
Lasioglossum marginatum (femelle, Europe).
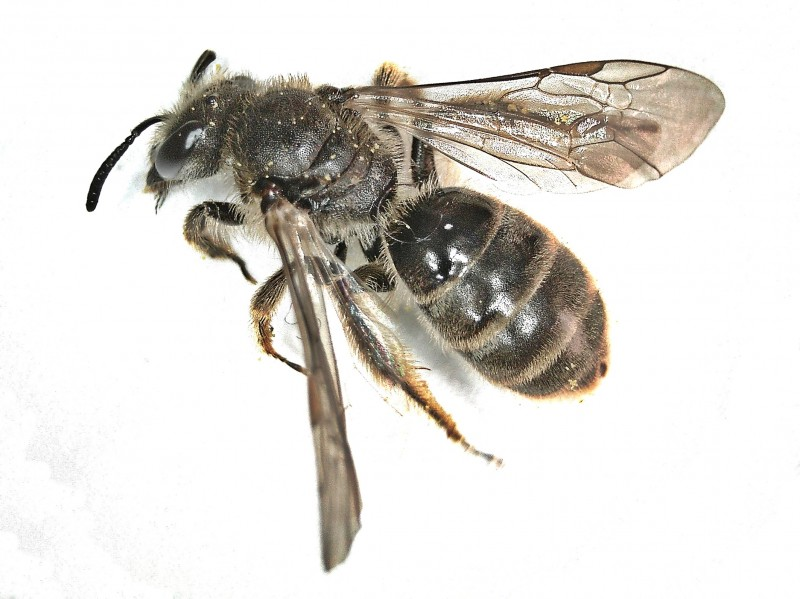
Lasioglossum malachurum (femelle, Europe).
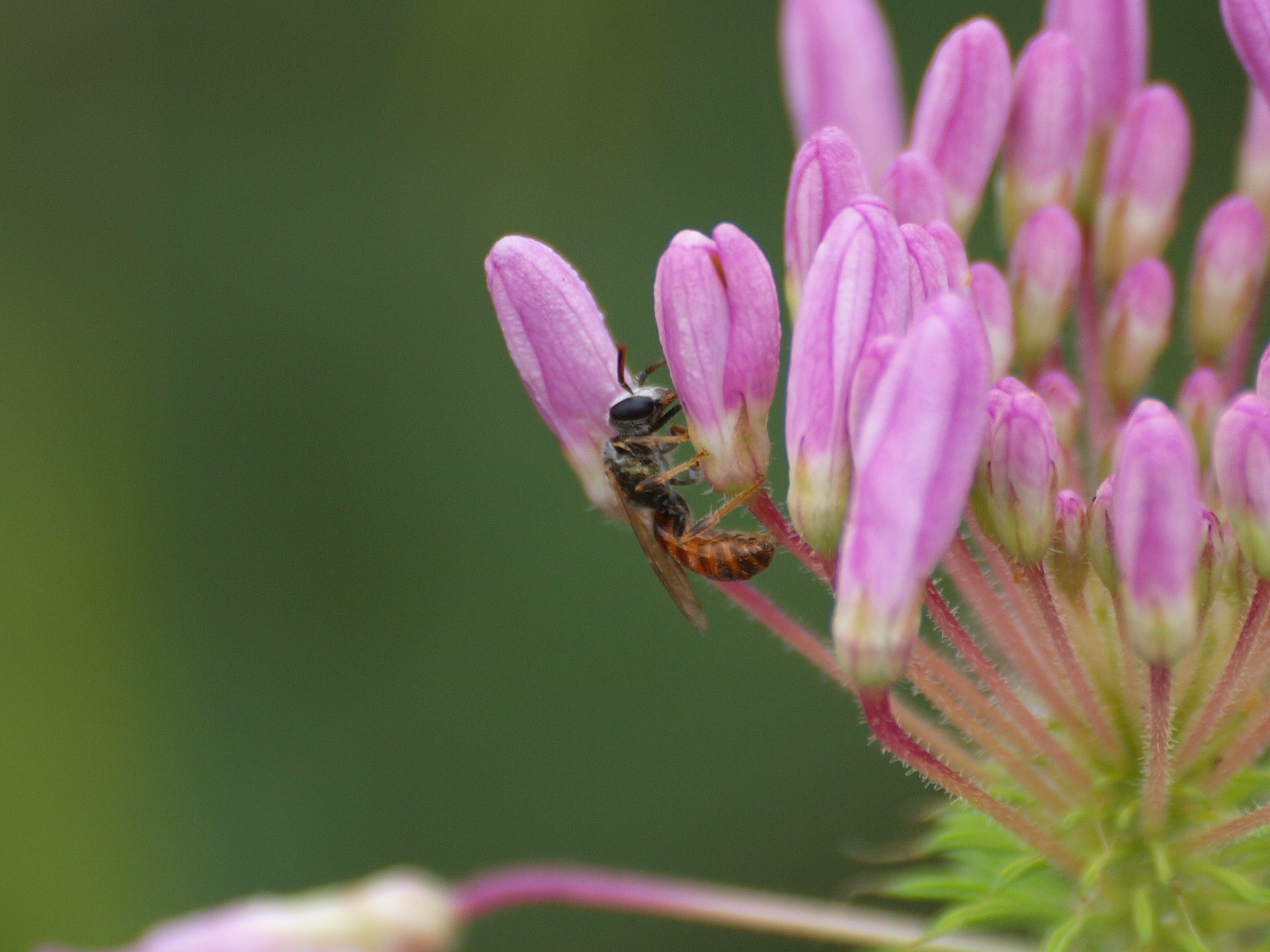
Lasioglossum zephyrum (Amérique du Nord).
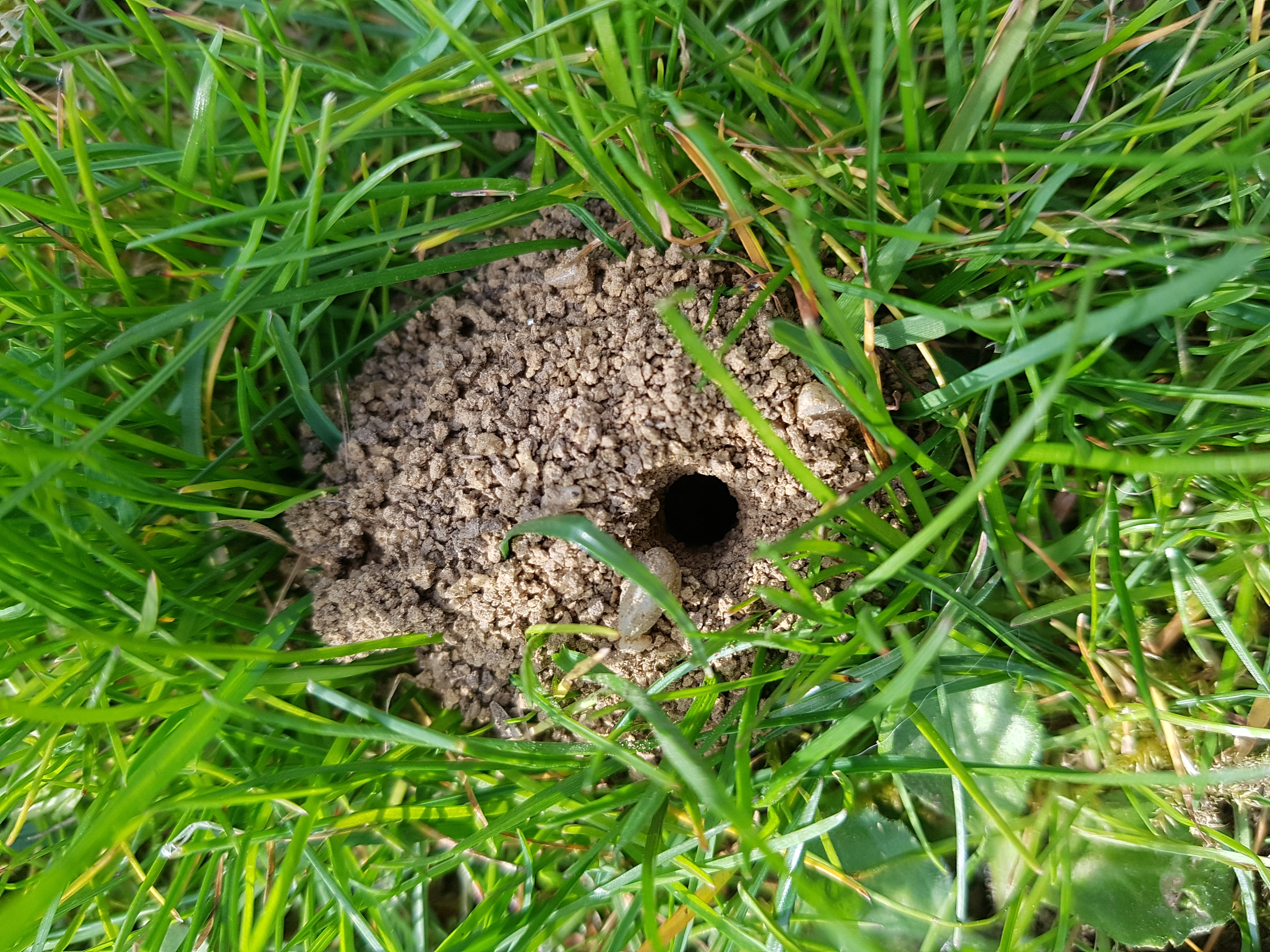
Entrée de nid en Allemagne.

## Biologie
Au sein du genre Lasioglossum, la série informelle des Lasioglossum est composée d'espèces principalement solitaires mais il en existe quelques-unes proto-eusociales dans les sous-genres holarctiques Lasioglossum, et africain et asiatique Ctenonomia avec une nidification sociale facultative et une division du travail rudimentaire. Le cleptoparasitisme est une stratégie possible dans le sous-genre Chilalictus. La série Hemihalictus est plus diverses sur le plan comportemental, ses espèces formant des colonies sociales annuelles, retardées ou pérennes avec un parasitisme social et un cleptoparasitisme chez les espèces nord-américaines et centrales-africaines du sous-genre Dialictus.

## Sous-genres
Ce genre pléthorique comprend plus de 1 700 espèces présentes, comme les Halictus, sur l'ensemble des écozones à l'exception des néotropiques. 173 espèces sont présentes en Europe dont 111 en France, par exemple Lasioglossum smeathmanellum, Lasioglossum politum. Les espèces les plus courantes sont les européennes Lasioglossum calceatum, L. malachurum et L. marginatum ainsi que la Nord-américaine L. zephyrum (en). Charles D. Michener dans son monumental The bees of the world de 2007 construit de façon informelle deux séries de neuf sous-genres chacune qui s'avèrent toutes deux monophylétiques :
Séries Lasioglossum
- Australictus (Australasie)
- Callalictus (Australasie)
- Chilalictus (Australasie)
- Ctenonomia (Afrotropique et Asie)
- Eickwortia (Sud Néarctique)
- Glossalictus (Australasie)
- Lasioglossum (Holarctique)
- Parasphecodes (Australasie)
- Pseudochilalictus (Australasie)

Séries Hemihalictus
- Acanthalictus (Sibérie)
- Austrevylaeus (Australasie)
- Dialictus (Holarctique, Afrotropique, Indomalais)
- Evylaeus (Holarctique, Afrotropique)
- Hemihalictus (Sud Néarctique)
- Paradialictus (Zaïre)
- Sellalictus (Zaïre et Afrique du Sud)
- Sphecodogastra (Néarctique)
- Sudila (Indomalais)